# Мужская сборная Бельгии по баскетболу
Сборная Бельгии по баскетболу (нидерл. Het Belgisch basketbalelftal, фр. L'équipe de Belgique de basketball, нем. Belgische Basketballnationalmannschaft) — представляет Бельгию в международных баскетбольных соревнованиях и управляется Федерацией баскетбола Бельгии (член ФИБА с 1936 года). Известна под прозвищем «Бельгийские львы». 13 раз квалифицировалась на чемпионат Европы по баскетболу, лучший результат 4-е место на Евробаскете 1947 года. До Евробаскета-2011 в течение 20 лет не могла пройти квалификацию. Три раза участвовала в олимпийских играх, в 1936 году, 1948 году и 1952 году. Лучший результатом стало 11-е место на Олимпийских играх 1948 года в Лондоне. С сентября 2018 года со сборной работает хорват Дарио Джерджя.

## Статистика выступлений

### Олимпийские игры
- 1936 : 19-е
- 1948 : 11-е
- 1952 : 17-е

### Чемпионат мира по баскетболу
- не участвовала

### Евробаскет
- 1935 : 6-е
- 1946 : 7-е
- 1947 : 4-е
- 1951 : 7-е
- 1953 : 10-е
- 1957 : 12-е
- 1959 : 7-е
- 1961 : 8-е
- 1963 : 8-е
- 1967 : 15-е
- 1977 : 8-е
- 1979 : 12-е
- 1993 : 12-е
- 2011 : 21-е
- 2013 : 9-е
- 2015 : 13-е
- 2017 : 19-е
- 2022 : 14-е

### Летняя Универсиада
- 1967 : 6-е

## Состав
| Перейти к шаблону «Состав сборной Бельгии по баскетболу» | Состав сборной Бельгии по баскетболу |  |

| Поз. | №  | Имя               | Дата рождения (возраст)   | Рост   | Клуб             |
| ---- | -- | ----------------- | ------------------------- | ------ | ---------------- |
| РЗ   | 4  | Ману Леконт       | 16 августа 1995 (29 лет)  | 180 см | Бэйлор Беарз     |
| РЗ   | 5  | Сэм ван Россом    | 3 июня 1986 (38 лет)      | 188 см | Валенсия         |
| ТФ   | 7  | Аксель Эрвелль    | 12 мая 1983 (41 год)      | 204 см | Бильбао          |
| ТФ   | 8  | Жан-Марк Мвема    | 5 декабря 1989 (35 лет)   | 195 см | Остенде          |
| АЗ   | 9  | Джонатан Табу     | 7 октября 1985 (39 лет)   | 184 см | Бильбао          |
| РЗ   | 10 | Квентин Серрон    | 25 февраля 1990 (35 лет)  | 190 см | Гравлин          |
| Ф    | 12 | Жан Салуму        | 26 июля 1990 (34 года)    | 193 см | Остенде          |
| ТФ   | 13 | Пьер-Антуан Жилле | 16 апреля 1991 (33 года)  | 201 см | Элан Шалон       |
| ТФ   | 14 | Максим де Зеув    | 26 апреля 1987 (37 лет)   | 204 см | Ольденбург       |
| Ц    | 16 | Кевин Тумба       | 23 февраля 1991 (34 года) | 206 см | Мурсия           |
| Ц    | 19 | Исмаэль Бако      | 10 октября 1995 (29 лет)  | 208 см | Антверп Джайэнтс |
| ТФ   | 22 | Венсан Кестелот   | 23 марта 1995 (29 лет)    | 202 см | Остенде          |

## Тренеры
- Раймонд Бриот
- Луи ван Хоф
- Эдди Версвейвел
- Рене Мол (1961, 1967—1979)
- Роже Стас
- Тони ван ден Босх
- Эдди Кастелс (2005—2018)
- Дарио Джерджя (с 2018)